# Atelognathus
Atelognathus is een geslacht van kikkers uit de familie Batrachylidae. De groep werd voor het eerst wetenschappelijk beschreven door Lynch in 1978.
De groep werd lange tijd als onderfamilie gezien van de Ceratophryidae. Er zijn vijf soorten die voorkomen in uiterst zuidelijk Chili en Argentinië. Vroeger behoorde ook de soort Atelognathus grandisonae tot deze groep, maar deze kikker is bij het geslacht Chaltenobatrachus ingedeeld.

## Soorten
Geslacht Atelognathus
- Soort Atelognathus nitoi (Barrio, 1973)
- Soort Atelognathus patagonicus (Gallardo, 1962)
- Soort Atelognathus praebasalticus (Cei and Roig, 1968)
- Soort Atelognathus reverberii (Cei, 1969)
- Soort Atelognathus solitarius (Cei, 1970)

Atelognathus · Batrachyla · Chaltenobatrachus · Hylorina